# 両世界評論
『両世界評論』（りょうせかいひょうろん、フランス語: La Revue des Deux Mondes）は、1829年に創刊されたフランスの月刊誌。フランスの現存する定期刊行物の中で最も古いものである。

## 歴史
両世界評論は1829年8月1日にフランソワ・ビュロによって、ヨーロッパ諸国や特にアメリカ大陸との関係についての論壇をフランスに開く目的で創刊された。現存するヨーロッパのフランス語雑誌の中で最も古いものである。
1830年に『旅行の雑誌』を吸収合併。1831年以降、フランソワ・ビュロが編集長となる。彼はアレクサンドル・デュマ、アルフレッド・ド・ヴィニー、オノレ・ド・バルザック、サント＝ブーヴ、シャルル・ボードレールなどの当時の文豪たちを迎え入れた、というのも、当初は文学が雑誌の主要な内容であったから。
雑誌の目的は、批判精神の涵養と、広義での政治世界の分析（行政の動向、市民団体や政治団体、財政・工業・農業資源など）をフランス外の世界で見られるものとの比較を通じて行うことであった。創刊号の論説にもあるように、「さまざまに理解され応用された同じ原理をフランス、イギリス、ブラジル、ドイツ、デラウェアの沿岸、南半球の海に見る」。すなわち、「両世界」とはフランスとそれ以外の世界のことである。
しかしながら、後には政治、経済、美術もまた重要な位置を占めるようになる。1848年まではリベラルだったが、その後保守方向に転回を始める。第二帝政では反政府の雑誌であった。アドルフ・ティエールを支持していたビュロが1877年に没した後は、代表的なところではフランソワの息子シャルル・ビュロ、影響力のある批評家であったフェルディナン・ブリュンティエール（1900年にアカデミー・フランセーズ会員）、フランシス・シャルム（1908年アカデミー・フランセーズ会員）、ルネ・ドゥミ（1909年アカデミー・フランセーズ会員）、アンドレ・ショメー（1930年アカデミー・フランセーズ会員）、フランス学士院のクロード＝ジョセフ・ギヌーが編集長を務めた。
19世紀後半には、フェルディナン・ブリュンティエールの影響下で、両世界評論は反教権主義の攻勢に対してカトリック教会を支持した。大多数の雑誌がそうであったように、両世界評論もまたドレフュス事件を機に一層政治色を強めた。1945年に、誌名を『両世界の評論、文学、歴史、芸術と科学』に変更した。1956年に月刊誌『人と世界』と合併した。1969年に月刊誌となり、1972年には『月刊両世界評論』に改名し、1982年には元の『両世界評論』に戻した。

## 現在
現在は作家・文芸評論家のミシェル・クレピュが編集長を務めており、定期購読者約5,000名、発行部数約8,000部である。『コメンテール』誌に右派の拠り所となる高級誌の座を取って代わられたにしても、本誌は知的世界に一定の影響力を保っており、France Interの番組「仮面と羽ペン」に編集長が持つ定期コーナーでも存在感を示している。
2008年5月14日から、2つの刷新がアナウンスされている。1つは賞金10,000ユーロの評論賞の創設であり、第1回はビサンチン学者のジルベール・ダグロンが著書『描くことと塗ること』（Gallimard, 2007）で受賞した。もう1つは創刊以来の記事の完全版を徐々にオンラインで提供し始めたことである。

## 原注
1. ↑  d'après le site officiel de la Revue des Deux Mondes
2. ↑   Olivier Corpet, "La revue", in Jean-François Sirinelli, Histoire des droites en France, Gallimard, 1992, tome 2, chap.V.
3. ↑   Olivier Corpet, "La revue", in Jean-François Sirinelli, Histoire des droites en France, Gallimard, 1992, tome 2, chap.V.
4. ↑  Larousse encyclopédique, vol. 9, p. 8968-9. 1985. ISBN 2-03-102309-8 (vol. 9) ISBN 2-03-102300-4 (édition complète)
5. ↑   François Quinton, "La Revue des Deux Mondes bientôt sur la toile", nonfiction.fr, 1er avril 2008
6. ↑   Olivier Corpet, "La revue", in Jean-François Sirinelli, Histoire des droites en France, Gallimard, 1992, tome 2, chap.V.
7. ↑   François Quinton, "La Revue des Deux Mondes bientôt sur la toile", nonfiction.fr, 1er avril 2008
8. ↑   "Gilbert Dagron, premier lauréat du Prix de l'Essai de la Revue des Deux Mondes", nonfiction.fr, 14 mai 2008